# Liste der größten Unternehmen in Slowenien
Die Liste der größten Unternehmen in Slowenien enthält die größten Unternehmen in Slowenien. (Stand 2021)

| Rang | Name                | Hauptsitz          | Einnahmen (Mio. €) | Mitarbeiter | Branche                   |
| ---- | ------------------- | ------------------ | ------------------ | ----------- | ------------------------- |
| 1.   | Petrol Group        | Ljubljana          | 3.858              | 1.974       | Energieversorgung         |
| 2.   | Gen-I               | Krško              | 2.612              | 425         | Energieversorgung         |
| 3.   | HSE                 | Ljubljana          | 2.746              | 199         | Energieversorgung         |
| 4.   | Belektron           | Ljubljana          | 2.470              | 9           | Handelsunternehmen        |
| 5.   | Gorenje             | Velenje            | 2.073              | 3.512       | Haushaltsgeräte           |
| 6.   | KRKA                | Novo mesto         | 1.429              | 5.971       | Pharmazie                 |
| 7.   | LEK (Sandoz)        | Ljubljana          | 1.316              | 4.797       | Pharmazie                 |
| 8.   | Mercator            | Ljubljana          | 1.246              | 7.919       | Handelsunternehmen        |
| 9.   | Revoz (Renault)     | Novo mesto         | 1.219              | 2.392       | Automobile                |
| 10.  | Interenergo         | Ljubljana          | 1.086              | 49          | Energieversorgung         |
| 11.  | Impol               | Slovenska Bistrica | 1.024              | 32          | Aluminiumverarbeitung     |
| 12.  | Geoplin             | Ljubljana          | 762                | 41          | Energiehandel             |
| 13.  | OMV Slovenija       | Koper              | 744                | 72          | Erdöl & Erdgas            |
| 14.  | Telekom Slovenije   | Ljubljana          | 596                | 2.176       | Telekommunikation         |
| 15.  | Adria Mobil         | Novo mesto         | 544                | 1.274       | Kfz-Herstellung           |
| 16.  | Porsche Slovenija   | Ljubljana          | 504                | 113         | Autohandel                |
| 17.  | Dars                | Celje              | 489                | 1.253       | Straßenbau- und Unterhalt |
| 18.  | BSH-Haushaltsgeräte | Nazarje            | 483                | 1.317       | Haushaltsgeräte           |
| 19.  | Engrotuš            | Celje              | 459                | 2.548       | Handelsunternehmen        |
| 20.  | TEŠ                 | Šoštanj            | 457                | 311         | Energieversorgung         |